# Komařice
Komařice (en allemand : Komarschitz) est une commune du district de České Budějovice, dans la région de Bohême-du-Sud, en République tchèque. Sa population s'élevait à 372 habitants en 2023.

## Géographie
Komařice se trouve à 8 km au nord-ouest de Trhové Sviny, à 12 km au sud-sud-est de České Budějovice et à 134 km au sud-sud-est de Prague.
La commune est limitée par Střížov et Strážkovice au nord, par Trhové Sviny à l'est et au sud, par Mokrý Lom au sud-est et par Římov à l'ouest.

## Histoire
La première mention écrite du village date de 1278.

## Administration
La commune se compose de quatre sections :
- Komařice
- Pašinovice
- Sedlo
- Stradov

## Galerie

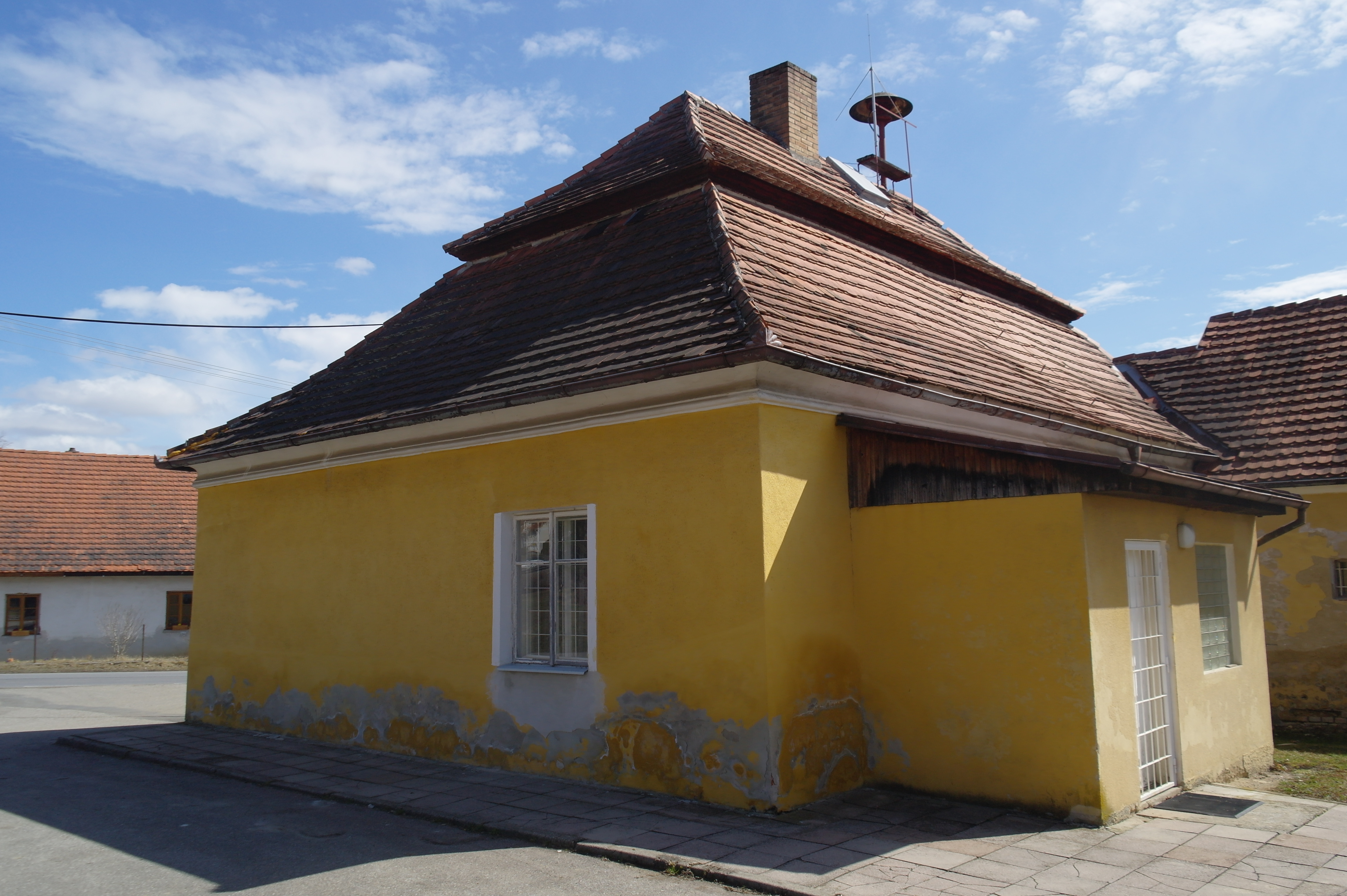
Komařice : la mairie.
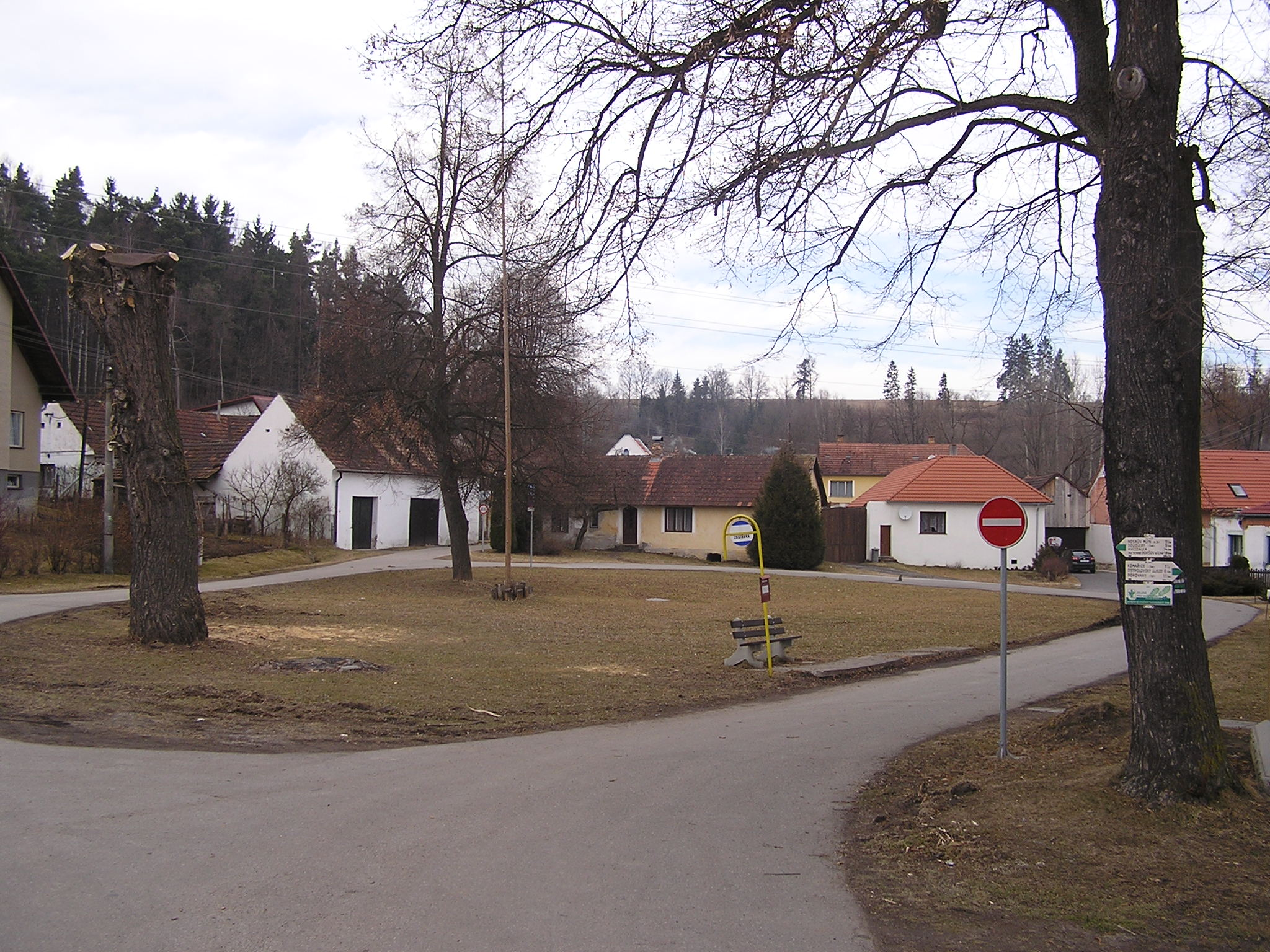
Pašínovice.

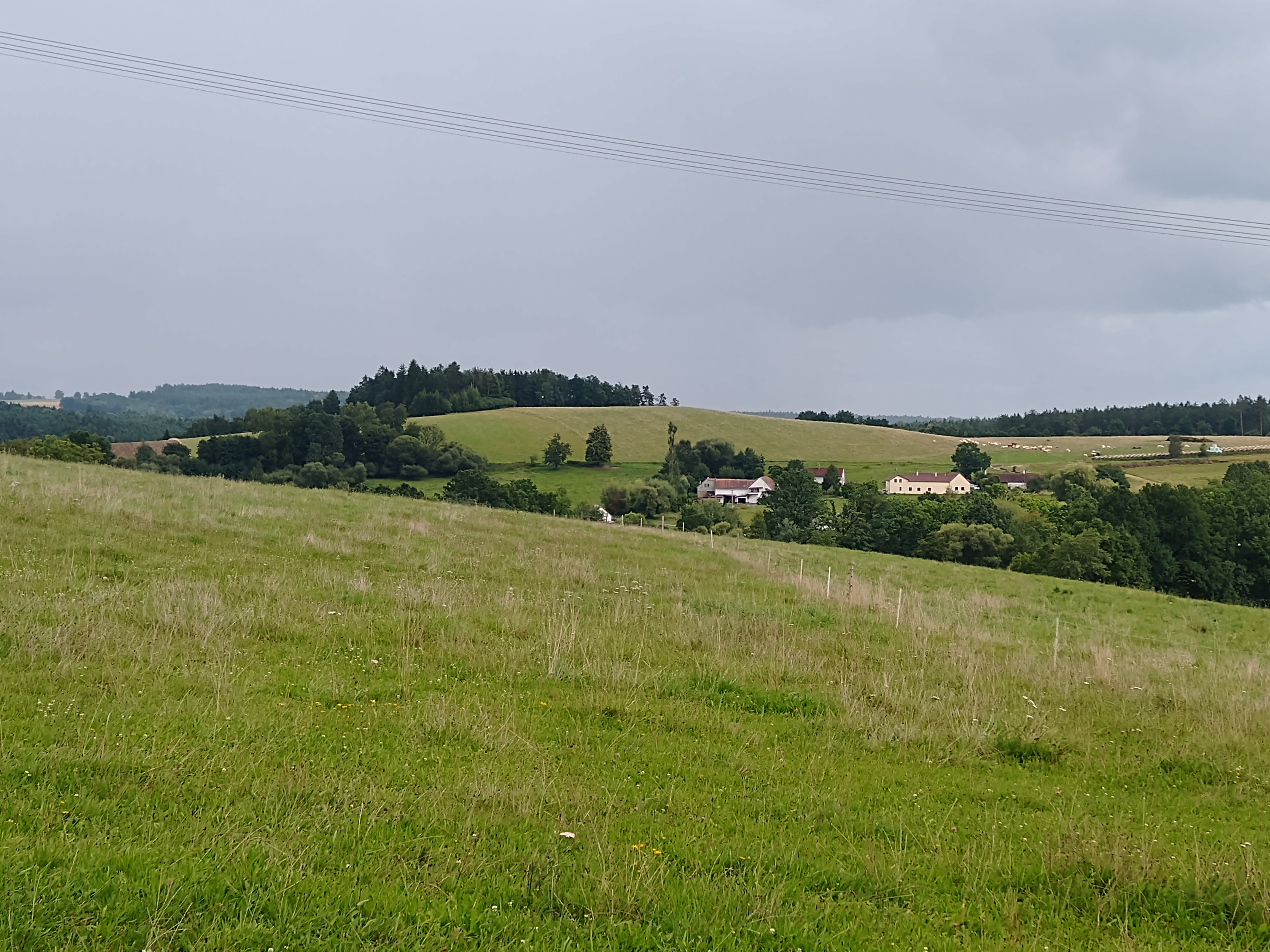
Stradov.
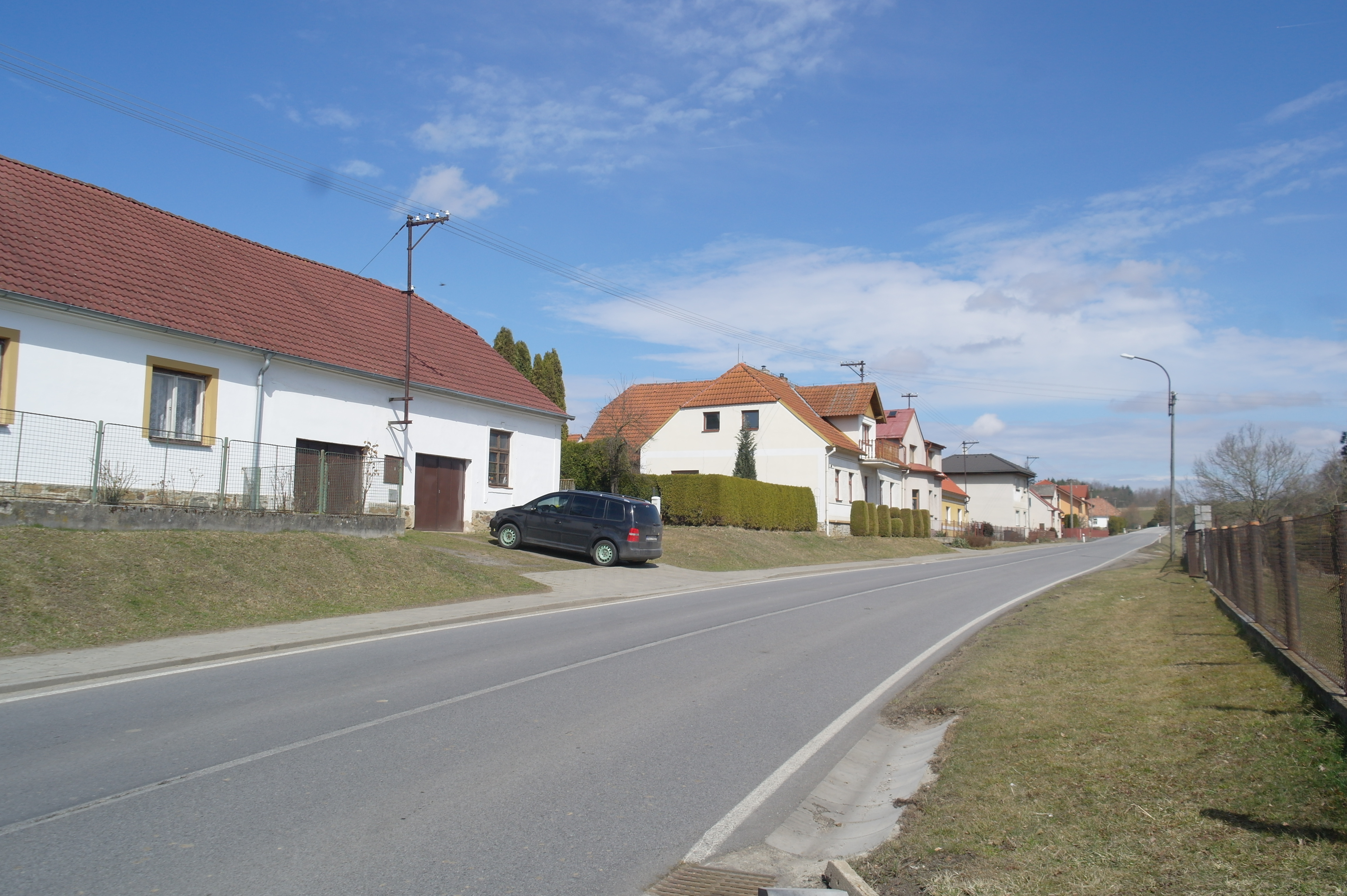
Rue de Komařice.

## Transports
Par la route, Komařice se trouve à 15 km de České Budějovice et à 165 km de Prague.

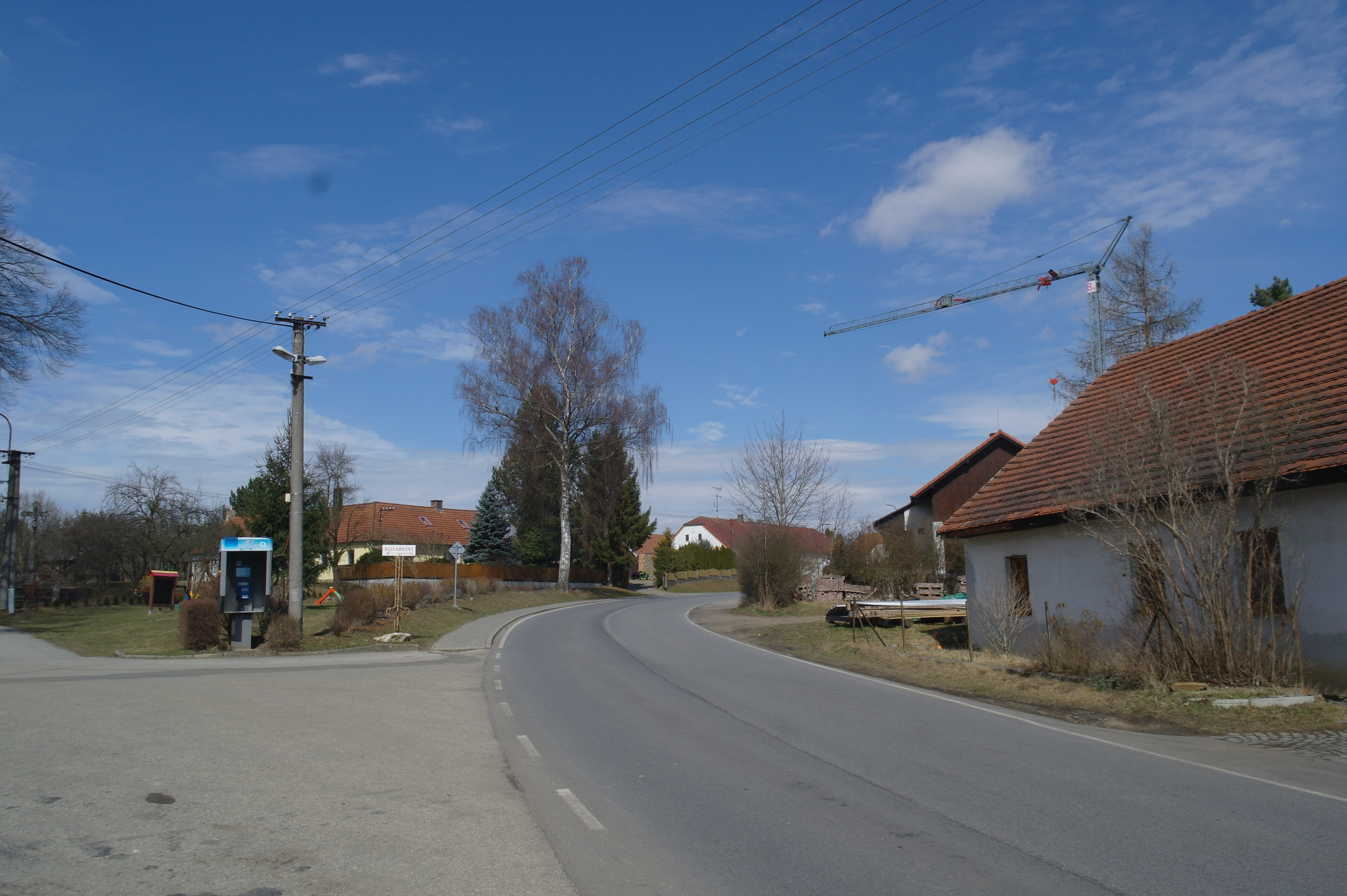
Route II/155 à Komařice.